# Omnichord

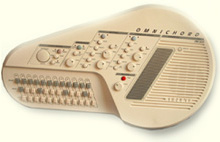
Ett Omnichord.

Omnichord är ett elektroniskt musikinstrument, lanserat 1981 av Suzuki Musical Instrument Corporation. Det var en utveckling av autoharpan och delar dess cittra-liknande utseende.
Ett omnichord (alternativt skrivet Omnichord som varumärke) är i regel försett med en tryckkänslig platta samt knappar för olika typer av ackord. Det vanligaste sättet att spela på det är genom att trycka ner ackordsknapparna och svepa över den tryckkänsliga plattan med ett finger, alternativt knäppa för att efterlikna ljudet från ett stränginstrument.
Omnichord utvecklades ursprungligen som en elektronisk version av den cittraliknande autoharpan. Det elektroniska instrumentet har fått en vid använing på grund av dess unika, klingande timbre och dess kitsch-kvalitéer.
Omnichord delar många delar med prototypen Tronichord och dess efterföljare Portachord – ingen av dessa två har dock nått serietillverkning. Flera Omnichord-modeller har inkluderat MIDI-möjligheter samt ett urval av röster för den tryckkänsliga plattan, liksom vibrato och andra effekter.
Instrumentet tillverkas fortfarande av Suzuki. Senare modeller har dock marknadsförts under det nya namnet Q-chord.
Bland artister som använder eller använt sig av Omnichord finns Inspira, David Bowie (konsert i New York 2001), Brian Eno, Joni Mitchell, Robbie Robertson, Daniel Lanois och Vanessa Carlton.